# Tiberius Minucius Augurinus
Pour les articles homonymes, voir Minucius Augurinus.
Tiberius Minucius Augurinus est un homme politique de la République romaine.
Membre de la gens des Minucii, il est consul en 305 av. J.-C. avec Lucius Postumius Megellus. Il meurt pendant son consulat et est remplacé par Marcus Fulvius Curvus Paetinus.